# 承香殿

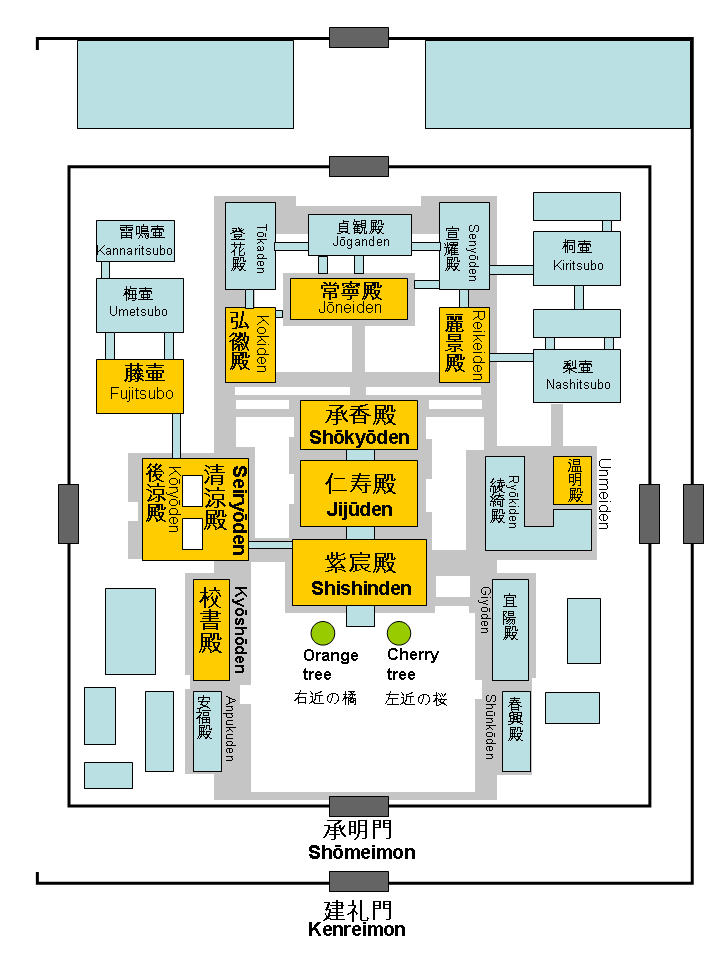
平安京内裏図

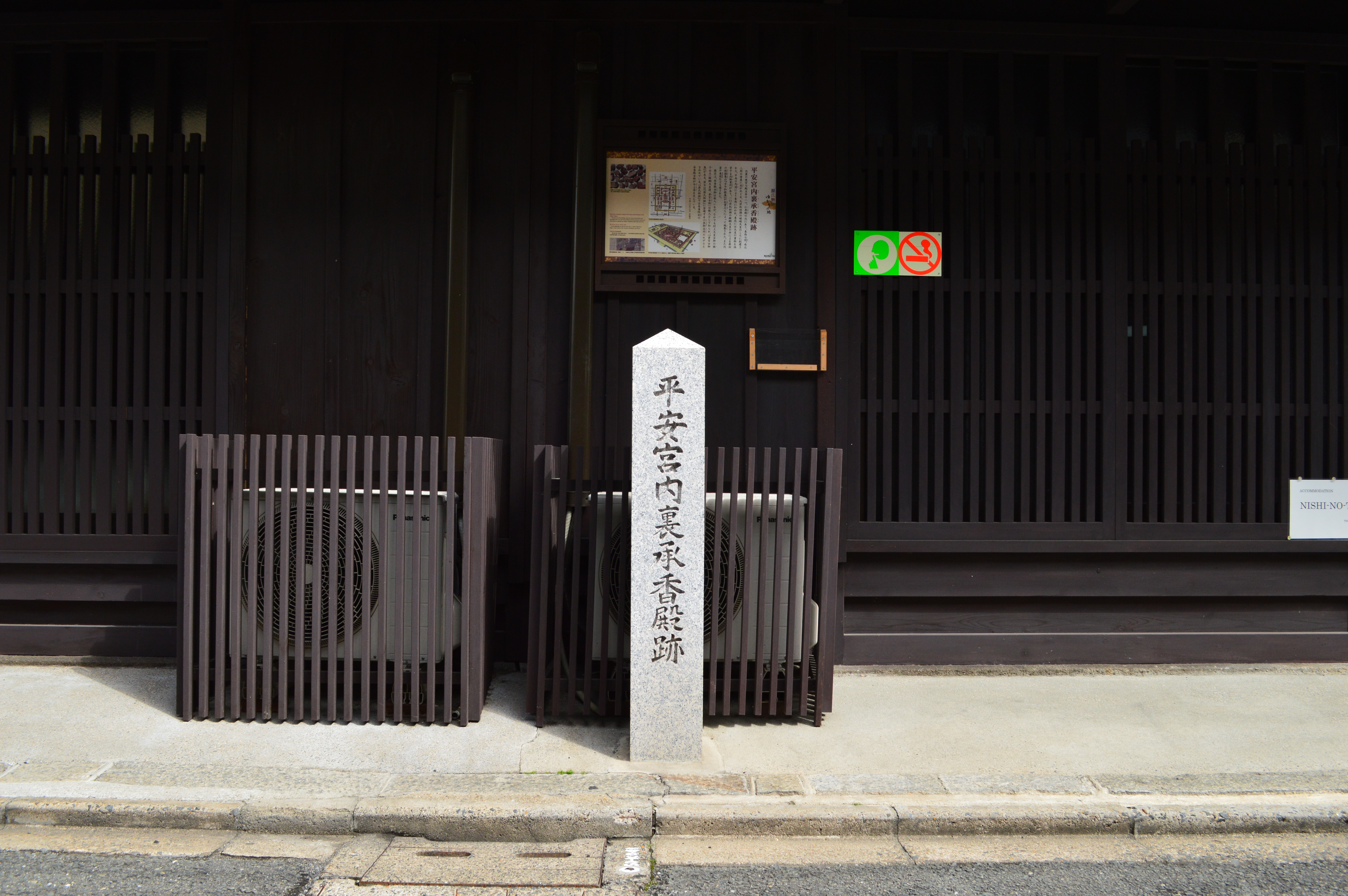
平安京内裏 承香殿跡碑京都市上京区東神明町。

承香殿（じょうきょうでん/しょうきょうでん）とは、平安御所の後宮の七殿五舎のうちの一つ。七殿の中では弘徽殿についで格式の高い殿舎とされ、女御などが居住し、また醍醐天皇の時代に古今集が編纂された。
内裏の南辺に位置し、仁寿殿の北、清涼殿の北東。中央を馬道が通り、身舎を東西に二分していた。
承香殿を賜っていたのが知られるのは、以下の后妃である。
- 村上天皇女御・徽子女王（重明親王女。通称「斎宮女御」）
- 宇多天皇女御・藤原胤子（藤原高藤女）
- 醍醐天皇女御・源和子（光孝天皇皇女）
- 円融天皇女御・尊子内親王（火の宮、冷泉天皇皇女）
- 一条天皇女御・藤原元子（藤原顕光女）
- 三条天皇皇后・藤原娍子（藤原済時女、のちに弘徽殿に移転）
- 後三条天皇女御・藤原昭子（藤原頼宗女）
- 白河天皇女御・藤原道子（藤原能長女）
- 後白河天皇中宮・藤原忻子（藤原公能女）

## 読み方
- 大辞林初版においては、「しょうきょうでん」を見出し語とし、「そきょうでん」、「しょうこうでん」の読みも挙げている。
- 広辞苑第5版においては、「しょうきょうでん」を見出し語とし、「そきょうでん」の読みも挙げている
- 谷崎潤一郎の新々訳源氏物語の賢木巻には「じょうきょうでん」のルビがある。